# ランドスケープアーキテクチャーデザイン競技
ランドスケープ・アーキテクチュア競技（-きょうぎ、w:Landscape architecture design competitions）は、他のタイプの設計競技（建築、工業デザイン、グラフィックデザインなど）と同様に構成されている。ランドスケープ・アーキテクチャーの設計競技の場合、手続きはその施設または所有者の財産に対して新しいランドスケープ・デザインを実装する予定の組織またはクライアントによっての支援である。 建築デザイン大会と同じように、優秀なデザインは通常、デザイン専門家と政府や地元の代表などのステークホルダーからなる独立した審査員によって選ばれる。一般に、設計競技は、デザインの新しいアイデアを刺激し、公的な議論を起こし、問題のプロジェクトの広報の一環として機能し、新たなデザイナーをよりレベルの競争の分野に統合するためによく実施される。
たとえばドイツのように、一定規模の公共プロジェクトの造園設計競技は、競技の範囲と詳細、競技の過程で公的契約を締結する上での手続きに関する固定された規制の対象となる。

## 競技種別
建築設計競技と並行して、さまざまな種類の設計競技がある。
- オープンコンペ
- アイデアコンペ
- 1ステージまたは2ステージの大会
- 匿名または協力的な大会
- 学生コンペ

## 主要な歴史的造園デザインコンテスト
設計競技事例については、競技設計も参照。日本のコンペについては設計競技#造園・ランドスケープデザインの事例参照。
- 1858年 - セントラル・パーク - アメリカ/ニューヨーク：フレデリック・ロー・オルムステッドとカルバート・ヴォー
- 1908年 - ハンブルク市市立公園
- 1930年 - ヴィクトワール広場
- 1958年 - バウテンフェルダート・セントラルパークゾーンのガイスブレヒト・バン・アムステルパーク（アムステルダム）　ウィム・ベル
- 1965年 - FrantiškovyLázněのヘルススパリゾートのための複雑で都会の造園デザインのための競技
- 1965年 - プラハの市内中心部と主要鉄道駅のための複雑で都会的な景観設計のための競技
- 1976年 - イズミットコーストパートアンドフェア
- 1979年 - エスキシェヒールフェア
- 1979年 - ティーザウルス公園、Sunday TimesとArts Councilによって開催されたArt to Landscapeコンテストに参加した結果として開始
- 1982年 - アンタルヤフェアアンドコーストパーク（ホテルシェラトンのサイト）
- 1982年 - パリ・ラヴィレット公園
- 1984年 - アンドレ・シトロエン公園
- 1985年 - Adana FevziÇakmakStreet
- 台湾高屏渓近自然型河川公園計画
- ソウル汝長島広場公園化競技設計
- 1991年 - フランクフルト・レフストックパーク・マスタープラン・都市ランドスケープ→ピーター・アイゼンマン＋ローリー・オーリン
- 1996年 - ペトロシノ公園デザインコンペ／ニューヨーク
- 1998年 - ミラノ新都市公園国際アイディア・コンペティション
- 1998年 - Vabaduse広場計画コンペティション
- 1999年 - イギリス ダイアナメモリアルパーク子供の遊び場デザインコンペ
- 1999年 - 仙遊島公園
- 2000年 - マレーシア動物園計画コンペ
- 2001年 - シュタイナーガーデンランドスケープコンテスト
- 2000年 - I Tartu（EE）Iバルト防衛大学広場造園コンペ
- 2001年 - IVõru（EE）Iオリンピック公園再建造園コンペ
- 2001年 - IPärnu（EE）I Steiner Gardenの造園デザインコンペ
- 2003年 - マドリッド ガビア公園国際競技設計
- 2003年 - EU環境基金に基づく国際公園競技設計
- 2003年 - I Tallinn（EE）I Kalevチョコレート工場とTallinn乳製品工場都市計画コンペ
- 2004年 - 都市景観複合体Giardini di Porta Nuova（ミラノ、イタリア）の設計のための競争  ペトラブライス
- 2004年 - マレーシア ENSTEK住宅開発計画 造園計画プロポーザル
- 2004年 - ハイライン - アメリカ/ニューヨーク ca. 1マイルの長さ	ジェームズ・コーナー/フィールド・オペレーション、ディラー・Scofidio + Renfro、Piet Oudolf
- 2005年 - I Tallinn（EE）I Paeレクリエーションパーク造園コンペ
- 2005年 - Skoone Bastion計画コンペティション
- 2005年 - EU国際公園競技設計-21世紀の公園、スペインマドリッド
- 2006年 - シカゴ・ウエストサイドコミュニティガーデン活性化提案
- 2006年 - Park am Gleisdreieck	- ドイツ/ベルリン ca. 32ヘクタール	アトリエ・ロイドル
- 2006年 - Kiviõli、中央広場の風景コンペティション
- 2006年 - ガーデンズ・バイ・ザ・ベイ（シンガポール）
- 2006年 - 台湾・億載金城歴史公園マスタープラン[2]
- 2007年 - I Viljandi（EE）Iアルカディアプロムナード造園コンペ
- 2007年 - 大連桜の公園拡張（大連辰熙企業集団有限公司、中国　遼寧省大連市、2007年）
- 2007年 - 国際ランドスケープデザイン競技設計: 中国瀋陽市ハン川流域ランドスケープ・デザイン
- 2008年 - I Tallinn（EE）I Poetess Marieアンダーモニュメントデザインコンペティション
- 2008年 - 江北グランドパーク国際マスタープランコンペティション
- 2008年 - 北京オリンピックグリーンの国際デザインコンペ　設計は1,700エーカー以上の森と湿地を含　ササキアソシエイツ
- 2008年 - 北京オリンピック公園設計競技
- 2008年 - 無錫生態園（中国　江蘇省無錫市）
- 2008年 - ソウルガンブック（韓国　ソウル市）
- 2009年 - 無錫泰伯川景観計画(中国　江蘇省無錫市）
- 2010年 - フランス農業銀行本社社屋庭園国際コンペ
- 2011年 - 台中中央公園（台湾台中市）
- 2012年 - ナショナルモール - アメリカ/ワシントンDC憲法庭園：ロジャー・マーベル・アーキテクツとピーター・ウォーカー･アンド･パートナーズ; ワシントン記念碑：OLINとWeiss / Manfredi; ユニオンスクエア：Gustafson Guthrie NicholとDavis Brody Bond
- 2016年 - ロサンゼルスの公園設計コンペ：OMA+ランドスケープアーキテクトのミア・レーラーのチーム[3]
- 2015年 - ソウルロ7017再興ソウル市空中公園デザインコンペ　MRVDVが選ばれた。
- 2016年 - シンガポール「レールコリドー国際設計コンペティション」：日建設計が選ばれた。
- 2017年 - ジュロン・レイク・ガーデン国際コンペ　シンガポール国立公園管理局（NPB）主催；鹿島＋ランドスケープデザイン、シンガポールの建築設計事務所など４社を中心とするチーム
- 2020年 -「Grand Site Tour Eiffel」- 2024年のオリンピックに向けパリ市がエッフェル塔周辺の公園を再設計するコンペを開催。コンペに勝利したのはロンドンのスタジオ Gustafson Porter + Bowman の計画。

（日本の事例）
- 全国都市緑化フェア会場（毎年プロポーザルで）
- 南長野運動公園（プロポーザル、長野市、2012年）
- グランモール公園再整備基本計画（プロポーザル、横浜市、2012年）
- 品川区景観アドバイザー制度（プロポーザル、東京都品川区、2010年）
- 高松港海辺の緑地デザイン, 高松市玉藻公園北側の海辺空間(キャッスルプロムナード)デザイン 2010年
- 江戸川区江戸川1-43公園プロポーザル、財）江戸川区環境促進事業団、東京都江戸川区、2009年）
- 神代街路樹モデル園（プロポーザル(特定)（財）農林水産振興財団、東京都調布市、2009年）
- 江戸川区江戸川二丁目2号公園外1箇所（プロポーザル(特定)（財）江戸川区環境促進事業団、東京都江戸川区、2009年）
- UR樹木管理（プロポーザル、UR神奈川、神奈川県横浜市、2009年）
- 江戸川区保護樹木（プロポーザル(特定)（財）江戸川区環境促進事業団、東京都江戸川区、2009年）
- 鹿骨6-8公園（プロポーザル(特定)（財）江戸川区環境促進事業団、東京都江戸川区、2009年）
- UR東京都心支社主催大手町地区開発（プロポーザル、東京都千代田区、2009年）押上・業平地区開発（プロポーザル、東京都墨田区、2009年）
- 西篠崎2-6公園（プロポーザル（財）江戸川区環境促進事業団、東京都江戸川区、2009年）
- 一之江1-2・5-13公園基本設計（プロポーザル(特定)（財）江戸川区環境促進事業団、東京都江戸川区、2009年）
- 江戸川区行船公園（プロポーザル（財）江戸川区環境促進事業団、東京都江戸川区、2008年）
- 浜松モザイカルチャー（プロポーザル（財）浜松観光コンベンションビューロー、静岡県浜松市、2008年）
- 入会の森（プロポーザル、恩賜県有財産保護組合、山梨県富士吉田市、2008年）
- 街路樹のあり方検討（プロポーザル(特定)東京都江戸川区、2007年）
- 江戸川区総合レクリエーション公園などリニューアル（(財)江戸川区環境促進事業団、東京都江戸川区、2006年）
- 新潟県長岡市民防災公園デザイン競技設計 2006年
- 東京都公園指定管理者制度プロポーザル
- 平賀町運動公園（青森県平賀町、2000年）
- 青森総合芸術パークグランドデザインコンペ（1998年）
- 徳川園プロポーザル (1998) 　名古屋市の主催により実施された
- 花と庭の展望庭園にかかる国際コンペ（1997年）
- 尾道千光寺公園（広島県尾道市、1997年）
- 公園施設としてのバス停のデザインコンペ - くまもとアートポリス事業の一環としてコンペがなされた。このコンペは1995年に八代市を舞台として実施
- くまもとアートポリス 熊本駅西口駅前広場設計競技
- 島原中心市街地街づくり中央公園設計競技（1995年）
- 小山市城東地区街角広場デザインコンペ（1994年）
- 宮城県大河原町公園（宮城県大河原町、1993年）
- 県営丘の公園温泉施設（山梨県小海市、1992年）
- 長沼町コミュニティ公園設計競技 平成2年（1990年）
- 尾道市芸術の森構想（広島県尾道市、1985年）
- 愛宕山公園（宮城県色麻町、1982年）
- 国立市駅前整備計画（東京都国立市、1982年）

ランドスケープ・アーキテクチャー競技会は、既存の緑地の新設や改装の導入、既存のインフラストラクチャー（例えば、廃止された工場跡地など）の変革と再利用に対処することがしばしばである。プロジェクトが都市部に配置される場合、計画立案者は交通計画、公益事業、人口統計や文化的背景などの社会的要因のような都市計画の提案事項に必然的に統合しなければならない。ランドスケープ・アーバニズム#プロジェクト参照。

## 造園と都市計画の競技
都市または準都市の状況でのより大きな景観計画プロジェクトでは、競技概要では、都市計画またはマスタープランの開発の概念に対処することがよくある。公共空間への現代的アプローチは、資源の混合使用配分を主張する。 つまり、屋外のスペースは、レクリエーション施設、運動施設、文化施設、小規模の店舗やレストランなどの商業施設（植え付けられた緑環境）など、他のニーズにも対応する必要がある。